# Дерихвостові
Дерихвостові (Glareolidae) — родина птахів ряду  Сивкоподібних (Charadriiformes).

## Загальна характеристика
Родина об'єднує дві групи птахів — дерихвостів та бігунків, які ззовні мало подібні між собою та відрізняються за біологією. Розміри невеликі (маса 50—200 г). У всіх короткий дзьоб з глибоким вирізом роту (його кути розташовуються на рівні переднього краю ока). Наддзьобок випуклий, з невеликим гострим гачком. Ніздрі не наскрізні, розташовані в заглибленнях при самій основі наддзьобка. На відміну від інших родин підряду родина дерихвостових характеризується екологічною неоднорідністю: немає єдиного напрямку спеціалізації.

### Дерихвости
Розміром з невелику горлицю, з дуже коротким дзьобом, довгими та гострими крилами, короткими ногами з невеликим заднім пальцем. Хвіст з виїмкою (як у ластівок). Виражений статевий та віковий диморфізм у забарвленні. Майже всі ловлять здобич у повітрі, нагадуючи великих ластівок, здатні хапати здобич на льоту з поверхні води. Поширені в степовій зоні, рідше — у напівпустелях. Гніздяться колоніально або поодинці, на рівних ділянках поблизу водойм. Гніздо у вигляді невеликої ямки в землі. У кладці від 3 до 5 яєць, насиджують та вигодовують пташенят обидва члени пари. Перші 1—2 тижні дорослі годують пташенят, згодом вони самі звикають ловити здобич. Живляться тваринною їжею, в раціоні переважають саранові та жуки.

### Бігунки
Дзьоб дорівнює або трохи більше довжини голови. Крила короткі та не на стільки довгі, як у дерихвостів. Хвіст прямий або дещо заокруглений. Ноги трипалі (задній палець відсутній) з короткими пальцями. Статевий диморфізм в забарвленні не виражений. Поширені в пустелях Африки, західної частини Азії та Австралії. Населяють пустелі та напівпустелі з розрідженою рослинністю, деякі мешкають на річкових пляжах та обмілинах. Гніздо у вигляді невеликої ямки на землі. У кладці 1—4 яйця, насиджують обидва члени пари. Частина видів присипають відкладені яйця піском. Насиджують обидві статі. Деякі види насиджують тільки вночі, вранці та ввечері кладка обігрівається сонцем, а вдень птахи стоять над кладкою, захищаючи її від перегріву. Одні види вигодовують пташенят, у інших пташенята здатні годуватися самостійно відразу після вилуплення. Живляться головним чином жуками та прямокрилими, рідше дрібними ящірками, збираючи їх з ґрунту.

## Виникнення та систематика
Викопні залишки не відомі. Можливий центр виникнення — Північна Африка. У процесі еволюції відокремилися від примітивних сивок, пристосовуючись до життя в мілководних або безводних місцях існування.
Родина Дерихвостових нараховує 17 видів, що об'єднують у 4 роди:
- Родина Дерихвостові (Glareolidae)
  - Підродина Бігунечні (Cursoriinae)
    - Рід Бігунець (Cursorius)
      - Бігунець індійський (Cursorius coromandelicus)
      - Бігунець пустельний (Cursorius cursor)
      - Бігунець рудий (Cursorius rufus)
      - Бігунець сомалійський (Cursorius somalensis)
      - Бігунець малий (Cursorius temminckii)

    - Рід Короткодзьобий бігунець (Rhinoptilus)
      - Бігунець смугастоволий (Rhinoptilus africanus)
      - Бігунець білобровий (Rhinoptilus bitorquatus)
      - Бігунець червононогий (Rhinoptilus chalcopterus)
      - Бігунець плямистоволий (Rhinoptilus cinctus)

  - Підродина Дерихвістні (Glareolinae)
    - Рід Дерихвіст (Glareola)
      - Дерихвіст попелястий (Glareola cinerea)
      - Дерихвіст малий (Glareola lactea)
      - Дерихвіст забайкальський (Glareola maldivarum)
      - Дерихвіст степовий (Glareola nordmanni)
      - Дерихвіст скельний (Glareola nuchalis)
      - Дерихвіст мадагаскарський (Glareola ocularis)
      - Дерихвіст лучний (Glareola pratincola)

    - Рід Австралійський дерихвіст (Stiltia)
      - Дерихвіст австралійський (Stiltia isabella)

В Україні трапляються дерихвіст степовий та дерихвіст лучний.